# Heiner Brand

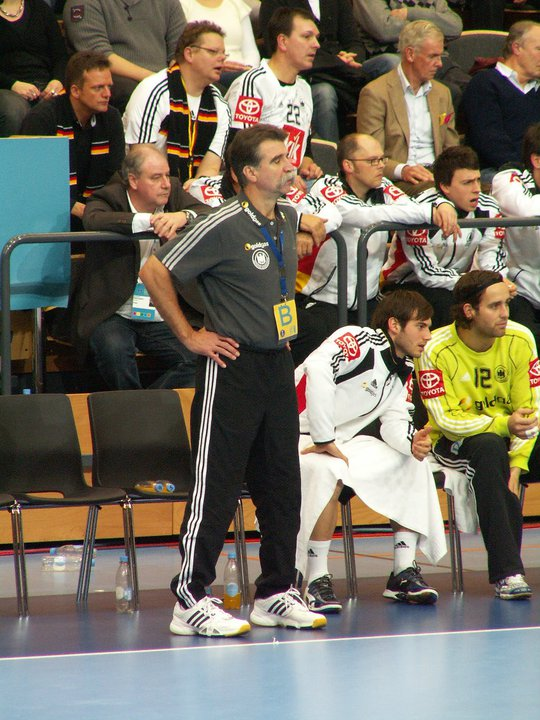
Heiner Brand durante el Alemania-España del Campeonato del Mundo de 2011

Heiner Brand (Gummersbach, 26 de julio de 1952) fue jugador de balonmano de Alemania Occidental con la que compitió en las Olimpiadas de Montreal de 1976, y fue seleccionador de Alemania desde 1997 hasta 2011. Junto a Didier Dinart son las únicas personas que han ganado el Campeonato Mundial de Balonmano tanto como jugador (1978), como entrenador (2007).
En 1976 Brand formaba parte del equipo de Alemania Occidental que terminó cuarto en el Torneo Olímpico. Brand jugó los seis partidos en los que anotó doce goles.

## Clubs

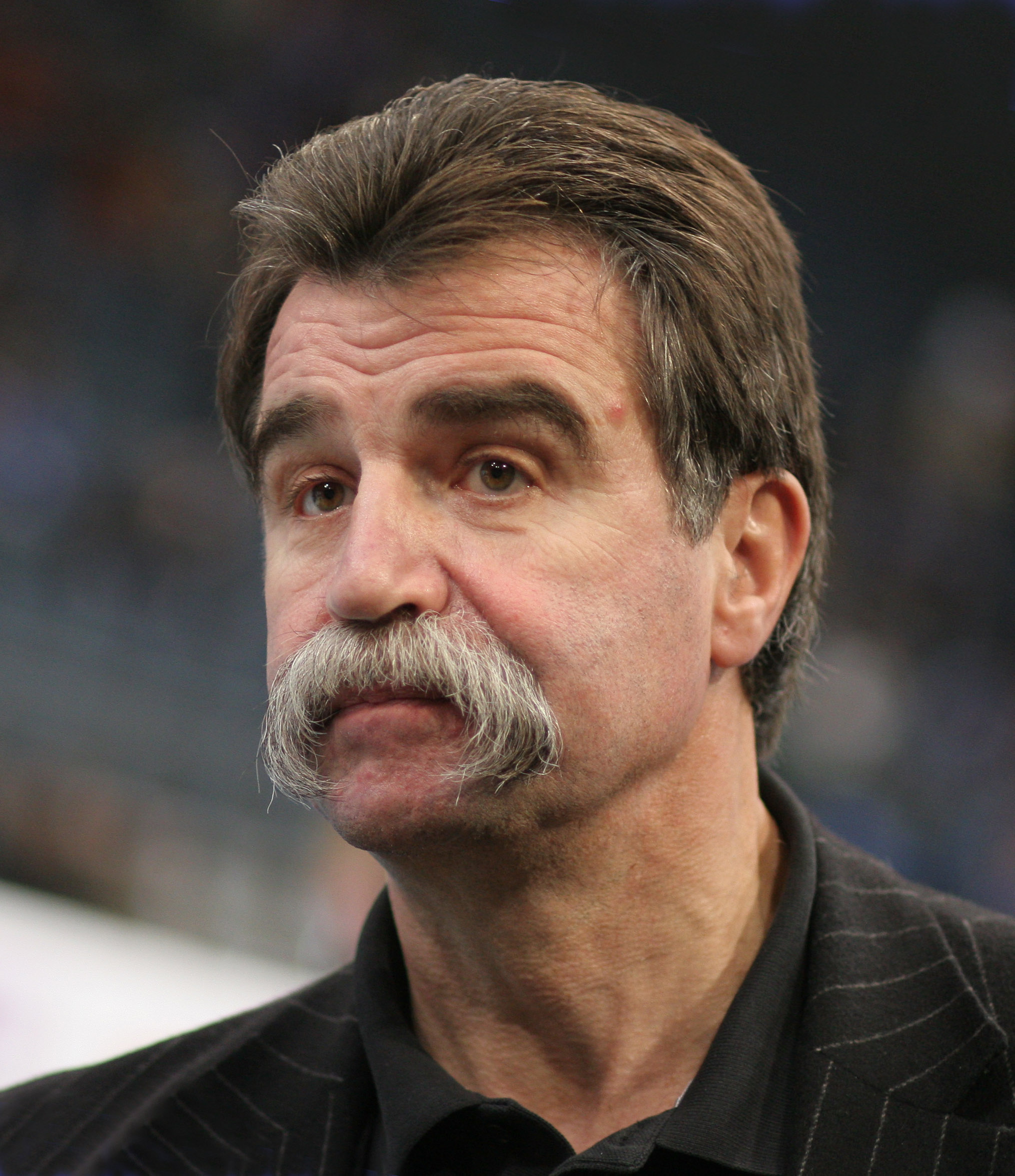
Brand en febrero de 2008 en el Kölnarena

Jugador
- VfL Gummersbach (1970-1987)

Entrenador
- VfL Gummersbach (1987-1991)
- SG Wallau/Massenheim (1992-1994)
- VfL Gummersbach (1994-1996)
- Selección de Alemania (1997-2011)

## Palmarés

### Club
- EHF Champions League 1974, 1983
- Recopa de Europa 1978, 1979
- Liga de Alemania 1973, 1974, 1975, 1976, 1982, 1983
- Copa de Alemania 1977, 1978, 1982, 1983

### Selección nacional
- Campeonato Mundial de Balonmano
  -  Campeonato Mundial de 1978
- otros
  - 131 internacionalidades con la Selección de Alemania
  - 231 tantos anotados con la Selección de Alemania

### Club
- Finaliste de la EHF Champions League 1993
- Liga de Alemania 1988, 1991 con VfL Gummersbach
- Liga de Alemania 1993 con SG Wallau/Massenheim
- Copa de Alemania 1993

### Selección nacional
- Juegos Olímpicos
  -  Medalla de plata en las Olimpiadas de 2004 en Atenas
  - 5.º en Olimpiadas de 2000 en Sídney
- Campeonato Mundial de Balonmano
  -  Campeón del Mundo 2007
  -  Medalla de plata en el Campeonato Mundial de 2003
- Campeonato Europeo de Balonmano
  -  Campeón de Europa 2004
  -  Medalla de plata en el Campeonato de Europa 2002
  -  Medalla de bronce en el Campeonato de Europa 1998
  - 5.º en Campeonato de Europa 2006
  - 9.º en Campeonato de Europa 2000
- otros
  - Super Copa 1998, 2001.